# Oberlunkhofen
Oberlunkhofen (toponimo tedesco) è un comune svizzero di 2 011 abitanti del Canton Argovia, nel distretto di Bremgarten.

## Storia

### Simboli
Il leone fa riferimento al monastero benedettino di San Leodegario (St. Leodegar) a Lucerna, che amministrava la sede del cellerario (Kelnhof) nel Medioevo. La chiave è simbolo del Kelleramt, nel Distretto di Bremgarten. Lo stemma fu utilizzato per la prima volta su un sigillo comunale nel 1811, ma mostrava solo le chiavi su sfondo rosso. Per evitare confusione con lo stemma del comune di Untersiggenthal, nel 1964 è stato aggiunto il leone.

## Monumenti e luoghi d'interesse
- Chiesa cattolica di San Leodegario, attestata dal 1185 e ricostruita nel 1515 e nel 1685[2].

## Società

### Evoluzione demografica
L'evoluzione demografica è riportata nella seguente tabella:
Abitanti censiti

## Amministrazione
Ogni famiglia originaria del luogo fa parte del cosiddetto comune patriziale e ha la responsabilità della manutenzione di ogni bene ricadente all'interno dei confini del comune.